# Notorious (Album)
Notorious ist das vierte Studioalbum der englischen New-Wave-Band Duran Duran. Es war das erste Album ohne Andy Taylor und Roger Taylor.

## Entstehung
Das Album war das erste Duran-Duran-Album, das die Band als Trio, bestehend aus Simon Le Bon, Nick Rhodes und John Taylor, veröffentlichten, nachdem Andy Taylor und Roger Taylor ausgestiegen waren. Das gestaltete die Aufnahmebedingungen schwierig. 
Produziert wurde das Album von Duran Duran zusammen mit Nile Rodgers. Einige Gitarrenpassagen auf dem Album wurden noch von Andy Taylor eingespielt, die restlichen von dem Produzenten Nile Rodgers und dem Gitarristen Warren Cuccurullo, der im Anschluss an die Plattenaufnahmen zunächst als Tourmusiker bei Duran Duran spielte und später festes Bandmitglied wurde.
Zwei Lieder des Albums sind nach Alfred-Hitchcock-Filmen benannt, der titelgebende Song Notorious (englischer Originaltitel des Films Berüchtigt) und Vertigo. Der Titel Hold Me sollte ursprünglich Rope heißen (auch ein Hitchcock-Film, deutsch Cocktail für eine Leiche), nachdem es eine Instrumental-Demo dieses Namens nicht auf das Album schaffte.

## Rezeption
Sassan Niasseri merkt im Magazin Rolling Stone an, dass das Album Notorious Duran Duran ins Schlittern brachte, weil aus „Poppern“ keine „Funk-Musiker werden durften“. Das Album würde erzählen, „wie Superstars in den 1980er Jahren, orientierungslos geworden, mit der Wahl eines berühmten, aber möglicherweise unpassenden Produzenten ins Schlittern geraten“ seien.

## Titelliste
| A1 | Notorious                   | 4:18 |
| A2 | American Science            | 4:43 |
| A3 | Skin Trade                  | 5:57 |
| A4 | A Matter of Feeling         | 5:56 |
| A5 | Hold Me                     | 4:31 |
| B1 | Vertigo (Do the Demolition) | 4:44 |
| B2 | So Misled                   | 4:04 |
| B3 | Meet El Presidente          | 4:19 |
| B4 | Winter Marches On           | 3:25 |
| B5 | Proposition                 | 4:57 |

## Musikvideos
Zu allen drei Singles wurden Musikvideos unter der Regie von Peter Kagan und Paula Greif gedreht.

## Charterfolge und Singles
| ChartsChartplatzierungen | Höchstplatzierung | Wochen |
| ------------------------ | ----------------- | ------ |
| Deutschland (GfK)        | 22 (10 Wo.)       | 10     |
| Österreich (Ö3)          | 20 (10 Wo.)       | 10     |
| Schweiz (IFPI)           | 19 (4 Wo.)        | 4      |

Die Single Notorious konnte sich auf Platz 14 der deutschen Charts platzieren.

## Auszeichnungen für Musikverkäufe
| Land/Region                  | Auszeichnungen für Musikverkäufe (Land/Region, Auszeichnung, Verkäufe) | Verkäufe  |
| ---------------------------- | ---------------------------------------------------------------------- | --------- |
| Kanada (MC)                  | Platin                                                                 | 100.000   |
| Vereinigte Staaten (RIAA)    | Platin                                                                 | 1.000.000 |
| Vereinigtes Königreich (BPI) | Gold                                                                   | 100.000   |
| Insgesamt                    | 1× Gold · 2× Platin ·                                                  | 1.200.000 |